# Димитър Токушев
Димитър Великов Токушев е български юрист, професор, доктор по право, първият декан на Юридическия факултет на Софийския университет избран за такъв през XXI век, за учебните 2003/06 г.

## Биография
Роден е на 9 декември 1946 г. в Силистра. Завършва Юридическия факултет през 1970 г. в годината преди българския конституционен референдум (1971).
Практик. Районен прокурор в Пирдоп през 1972/76 г. Последователно асистент (1976) и доцент (1990) в катедрата по теория и история на българската държава и право. Член на Висшия съдебен съвет (2003 – 2006), Конституционния съд (2006 – 2015) и председател на съда (2013 – 2015).
Автор на първото правно-историческо изследване за Народния съд (хабилитационен труд), излязло с промените от края на 1989 г.
Димитър Токушев умира на 75 години на 29 май 2022 г.